# North Pickenham
North Pickenham – wieś w Anglii, w hrabstwie Norfolk, w dystrykcie Breckland. Leży 37 km na zachód od Norwich i 139 km na północny wschód od Londynu. W 2001 miejscowość liczyła 500 mieszkańców.